# 中国农业科学院油料作物研究所
中国农业科学院油料作物研究所是中华人民共和国的一所油料作物研究机构，是中国农业科学院直属事业单位，位于湖北省武汉市。1959年成立。